# Beedanahalli, Tirumakudal Narsipur
Beedanahalli là một làng thuộc tehsil Tirumakudal Narsipur, huyện Mysore, bang Karnataka, Ấn Độ.